# 전권위원회
전권위원회(全權委員會)란 주요한 의안이 본 회의에 상정되기 전·후에 모든 국회의원이 해당 의안을 심사하는 회의를 나타낸다. 보통 국회 법안 심사가 관련 상임위원회를 중심으로 이뤄지는 경향이 있기 때문에, 타 상임위 소속 위원들은 제안된 법안 내용을 모른 채 따라가야 하는 문제가 발생하곤 하였다. 해당 회의는 이러한 문제점을 보완하기 위해 만들어졌다.

## 개정 역사
해당 회의는 원래 1948년 10월 도입되었다. 이 후 5번의 회의 결과에 따라 1960년 9월에 폐지되었다. 그러다가 2000년 2월 16일 국회법 개정시에 다시 만들어졌다.

## 심사 대상
위원회의 심사를 거친, 혹은 의원회가 제안한 법안 가운데 정부조직 관련 법률안, 조세 관련, 혹은 국민 부담을 가중시키는 법률안들이 주요 심사 대상이 된다.

## 개회
주요 의안들이 본회의 상정되기 전·후에 총재적위원의 25%이상의 요구가 있을 경우에 개회한다. 예외적으로 국회의장이 필요하다고 인정해, 각 당 교섭단체 의원들의 동의를 얻게 되면 개회하지 않는 경우도 있다. 의사정족수는 총 재적의원의 20% 이상이고, 총 재적의원 25% 이상 출석, 그리고 전체 출석 의원의 과반수 찬성을 통해 의결한다.